# Amazonino Mendes
Amazonino Armando Mendes (Eirunepé, 16 de novembro de 1939 – São Paulo, 12 de fevereiro de 2023) foi um advogado, empresário e político brasileiro. Foi prefeito de Manaus e governador do Estado do Amazonas.

## Vida pessoal e formação acadêmica
Filho de Armando de Souza Mendes e Francisca Gomes Mendes, formou-se em Direito pela Universidade Federal do Amazonas. Foi casado com Tarcila Prado de Negreiros Mendes, falecida em 2015, com quem teve três filhos. Fez carreira no Departamento de Estradas e Rodagem do Amazonas entre as décadas de 1970 e 1980.

## Carreira política

### Prefeito de Manaus (1983–1986)
Em 1983 Amazonino assumiu a Prefeitura Municipal de Manaus, indicado no ano anterior por Gilberto Mestrinho. No mês de setembro, decretou aumento de 100% na tarifa do transporte coletivo. Estudantes e opositores foram às ruas, mas o movimento foi violentamente reprimido pela PM.[carece de fontes?]
Durante esse primeiro mandato, regularizou ocupações e urbanizou bairros, alguns com mais de 30 anos, pavimentando mais de 600 ruas em dois anos e dois meses de gestão.[carece de fontes?] Criou o projeto Meu Filho, voltado para as crianças em situação de risco, bem como outros projetos, como o Espiral e Restaurante do Pequeno Trabalhador.[carece de fontes?]

### Governador do Amazonas (1987–1990)
Durante a campanha de 1986, Amazonino fez apologia ao crime ambiental, prometendo dar uma motosserra a cada caboclo do interior do estado. Quando o IBDF (atual IBAMA) ameaçou processá-lo, ele recuou. Chegou a distribuir 2 mil motosserras aos eleitores, as quais acabaram vendidas a madeireiros a preços irrisórios.
Em 1989 Amazonino atentou contra a Constituição Federal extinguindo a Polícia Civil, alegando que a mesma estava podre e corrupta. Conforme a Constituição, legislar sobre as polícias é atribuição do Congresso Nacional. Isso inclui extinguir, unificar e outros atos. A avalanche de ações judiciais impetradas por delegados e policiais colocados em disponibilidade fizeram Amazonino restaurar o status quo. O então governador teve que pagar vencimentos atrasados de todos os profissionais de Segurança Pública. [carece de fontes?]
Nesse primeiro mandato como governador, lançou as bases para o crescimento do Festival de Parintins. Em 1988, construiu o Centro Cultural de Parintins, mais conhecido como Bumbódromo, com capacidade para 35 mil pessoas, sendo utilizada como escola nos outros períodos do ano.
É de sua gestão a construção dos conjuntos Renato Souza Pinto e Oswaldo Frota, bem como de vários núcleos residenciais ampliando o conjunto Cidade Nova, além da restauração do Teatro Amazonas e do Reservatório do Mocó, ambos patrimônios culturais do Estado.
No âmbito social, implantou um programa de combate à fome fornecendo cestas básicas a milhares de famílias carentes.
Em 1990, elegeu-se Senador da República.

### Prefeito de Manaus (1993–1994)
Em seu segundo mandato como prefeito, Amazonino promoveu uma revitalização de diversos pontos turísticos e logradouros da cidade, com ênfase na duplicação das principais avenidas do município. No primeiro ano da gestão houve uma crescente urbanização de diversos bairros, além da inauguração do complexo da Praia da Ponta Negra. Implantou também o SOS Manaus, primeiro serviço de resgate de emergência pública.
Em 1994, descompatibiliza-se do cargo de prefeito para concorrer ao governo do estado pela segunda vez. Foi eleito em primeiro turno com 62,26% dos votos válidos, deixando em seu lugar o vice-prefeito Eduardo Braga.

### Governador do Amazonas (1995–1998)
Em 1° de janeiro de 1995, tomou posse pela segunda vez no cargo de governador do Amazonas. Nessa gestão lançou bases para a revitalização da economia no interior do estado, o terceiro ciclo, além do incentivo a agricultura em larga escala na região sul do estado.
Em Manaus, construiu o Pronto Socorro João Lúcio, com o pronto socorro infantil anexo, os Centros de Atendimento Integral à Criança (Caics), os Centros de Atenção Integral a Melhor Idade (Caimi) e ampliou o Hospital Adriano Jorge, efetivando um amplo atendimento aos pacientes.
Em 1996 criou um bairro e um hospital para homenagear sua mãe, ambos com o nome de dela (Francisca Mendes). O Hospital foi concebido para ser um hospital de alta complexidade, inclusive para realização de transplantes, e foi onde ficou hospitalizado quando sofreu um acidente em Presidente Figueiredo, município a 107 km de Manaus, em 2004, negando-se a ser removido para hospitais particulares.[carece de fontes?]
Na área da educação, destaca-se a implantação da Universidade do Estado do Amazonas (UEA). A universidade dá oportunidade não somente aos jovens de Manaus mas também aos do interior do Estado, o acesso ao ensino superior através da construção de vários campus da universidade, até então restrita à Universidade Federal do Amazonas, com apenas três campus avançados no interior do Estado.
Reeleito Governador do estado do Amazonas de 1999 a 2002.
Em 2001 sua mansão de 2 500 metros quadrados avaliada em mais de 1,3 milhões de reais e a manchete em diversos jornais e revistas do Brasil.
No mesmo ano seu governo patrocinou o Ecosystem 1.0, em Manaus. O local foi uma pedreira abandonada, cercada pela mata amazônica, por onde passaram 45 000 pessoas em quatro dias de festa, com supervisão do Greenpeace, e com DJs brasileiros e estrangeiros. Até o apresentador de TV Gugu Liberato esteve lá para conferir. A rave amazonense logo ganhou características locais: ameaçou virar um escândalo político com a acusação de que o governo estadual gastou 3,6 milhões de reais com a festa, sem licitação alguma. Isso porque um dos promotores foi o filho do então governador Amazonino Mendes.

### Eleições 2004 e 2006
Foi derrotado na eleição para a prefeitura de Manaus no ano de 2004 por Serafim Corrêa, recebendo 48,32% dos votos válidos.
Em 2006, tentou a eleição pela quarta vez a governador do Amazonas pelo PFL e foi derrotado pelo governador reeleito Eduardo Braga (PMDB) no primeiro turno, com 50,63%. Assim, não conseguiu ir para o segundo turno por apenas 0,63%, ficando em segundo lugar.

### Eleições 2008
Sua candidatura à prefeitura de Manaus em 2008 pelo PTB foi criticada por instituições como OAB e o Ministério Público do Estado do Amazonas, pois o mesmo, estaria respondendo a processos de crimes da lei de licitações, crimes contra o sistema financeiro nacional e crimes contra a ordem tributária. Conforme Ação Penal nº 2007 32 00 007742-0, 2ª Vara da Justiça Federal.
Outra crítica sua candidatura foi referente as promessas de campanha impossíveis de serem cumpridas como a criação de mil creches, instalação de carretas para distribuição de internet gratuita a população carente da Zona Leste de Manaus.
Liderou a apuração no primeiro turno, com 402 717 votos (46,21% dos válidos), enquanto Serafim Fernandes Corrêa (PSB), candidato a reeleição, recebeu 200 423 (23%). Omar Aziz (PMN), terminou em terceiro, com 153 071 (17,56%), e Praciano (PT), em quarto, com 111 536 (12,80%).
Venceu o segundo turno das eleições, derrotando Serafim Corrêa, onde obteve 57,13% do total de votos válidos. Amazonino venceu prometendo fazer atendimento médico e odontológico pela cidade em trailers, criar cyber cafés ambulantes, acabar com o turno intermediário nas escolas, criar 1 000 creches municipais em todas as seis zonas da cidade e diminuir os valores do Imposto Predial e Territorial Urbano (IPTU).
No dia 27 de novembro foi cassado pela juíza Maria Eunice Torres do Nascimento juntamente com seu vice, o deputado federal Carlos Souza (PP). Ambos foram julgados por crimes de captação ilícita de sufrágio por conta da distribuição aleatória de vale — combustível e distribuição de material de propaganda eleitoral. No parecer, a magistrada condenou ainda Amazonino e Souza ao pagamento de multa individual no valor de 50 mil UFIRs (cerca de R$ 92 mil).
O motivo da cassação foi a apreensão, pela Polícia Federal de 419 requisições de combustível com a inscrição "Eleições 2008 - Amazonino Mendes", que estavam com o gerente de um posto de gasolina no dia 4 de outubro. Um DVD com imagens dos carros sendo abastecidos e cabos eleitorais fixando adesivos do então candidato a prefeito em vários veículos e notas fiscais rasuradas foram entregues por adversários ao Tribunal Regional Eleitoral.
Os advogados do candidato recorreram da decisão da juíza e no dia 16 de dezembro, por decisão liminar do Tribunal Regional Eleitoral (TRE) do Amazonas o candidato pôde tomar posse no dia 1º de janeiro.
O processo foi julgado no TRE-AM em novembro de 2009, quando a corte decidiu, por maioria de votos, acatar o recurso interposto pelo prefeito e pelo vice e mantê-los no cargo. O MPE-AM recorreu da decisão, mas o Tribunal Superior Eleitoral não conheceu do recurso, pois o Procurador Regional Eleitoral Edmilson Barreiros perdeu o prazo de recorrer. Com isso, a decisão transitou em julgado. 

### Prefeito de Manaus (2009–2012)
Pela terceira vez no cargo de prefeito, se envolveu em controvérsias logo ao assumir o cargo, como a nomeação de sua filha Lívia Mendes e sua irmã como secretárias municipais do governo, quando questionado pela imprensa, declarou acreditar que o fato não se tratava de nepotismo. Dentre as suas promessas de campanha, destacou uma operação tapa-buracos de emergência nas ruas, corte pela metade das 36 secretarias municipais e pacto de projetos para a capital com o então governador Eduardo Braga (PMDB). além disso, no primeiro ano de mandato, houve a criação do Programa Bolsa Universidade.

### Governador do Amazonas (2017–2019)
Amazonino disputou pelo PDT as eleições suplementares sendo apoiado pelo prefeito Arthur Virgílio. Venceu o segundo turno contra o ex-governador Eduardo Braga.

### Eleições 2018 e 2020
Amazonino disputou a reeleição em 2018, sendo derrotado em 2° turno pelo candidato Wilson Lima do PSC
Amazonino foi candidato à Prefeitura de Manaus pelo Podemos, nas eleições 2020 e perdeu com 48,73% para David Almeida e assumiu a derrota.

### Eleições 2022
Amazonino disputou pelo Cidadania, as eleições de 2022, para o cargo de Governador do Amazonas, mas ficou em 3° lugar, perdendo para Eduardo Braga, do MDB, por uma diferença de 2,43% (46.440 votos)

### Polêmicas
Seu início de mandato foi agitado, devido a acusação de que seu vice-prefeito Carlos Souza e seu irmão terem envolvimento com narcotráfico, formação de quadrilha e assassinato, no dia 24 de julho de 2009 foi obrigado, por decisão judicial, a conceder o reajuste da tarifa de ônibus de R$ 2,00 para R$ 2,25, sendo que no ano seguinte em março de 2010 determinou a redução da tarifa para R$ 2,10.
Em fevereiro de 2011, durante uma visita à comunidade de Santa Marta zona norte de Manaus, o prefeito Amazonino Mendes e uma moradora do local protagonizaram uma discussão, o prefeito argumentava sobre a necessidade das pessoas de deixarem o local, enquanto a moradora não identificada pedia para que a prefeitura fizessem algo no sentido de urbanizar a área, irritado com o questionamento, o então prefeito chegou a dizer "então morra, morra aí", depois questionou sua origem, sendo a moradora respondendo que era do estado do Pará, a resposta de Amazonino Mendes gerou desconforto nos dois estados e repercussão nacional, forçando o político a pedir desculpas. No mesmo ano a câmara municipal de Belém declarou Amazonino Mendes como persona non grata, título dado a pessoa como forma de punição impedindo-a da mesma a entrar no município.
No mês de outubro de 2011, o reajuste anunciado em agosto deste mesmo ano entrou em vigor, o novo valor cobrado na passagem seria de R$ 2,75, na época a prefeitura anunciou ainda aumento na tarifa dos ônibus executivos que passaria de R$ 3,00 para R$ 5,50 e o preço da meia-passagem seria de R$ 1,40. Além de propor a passagem ao preço normal do ajuste de R$ 2,75 aos domingos, visto que antes era da metade do valor da antiga tarifa, tal reajuste deixou a passagem de ônibus de Manaus como uma das mais cara do país.

### IPTU e Programa de Financiamento Estudantil
Quanto ao IPTU, baixou significativamente o valor para todas as áreas da cidade, retomando o valor de 2006. Também afirmou que devolverá todo o dinheiro arrecadado a mais durante a gestão anterior e o primeiro ano de sua gestão.
Criou o Programa Bolsa Universidade que foi idealizado na gestão do ex-prefeito de Manaus Serafim Corrêa, através da lei de compensação de créditos tributários às faculdades particulares visando integrar alunos sem condições de arcar com seus estudos superiores em vagas nas instituições de ensino superior parceiras.

#### Justiça manda reavaliar contas de Amazonino
Por determinação da 2ª Vara da Fazenda Pública Estadual, a Assembleia Legislativa do Estado (ALE) está obrigada a desarquivar e reavaliar as contas do ex-governador Amazonino Mendes referentes aos exercícios de 2001 e 2002. A Justiça considerou ilegal o fato do então deputado estadual José Melo ter relatado as matérias, no ano de 2003, já que Melo foi secretário de Educação e presidente do Instituto de Desenvolvimento Agropecuário do Amazonas (Idam) no governo Amazonino.

## Morte
Faleceu aos 83 anos no dia 12 de fevereiro de 2023 no Hospital Sírio Libanês em São Paulo, onde estava internado desde 25 de dezembro de 2022 devido a uma inflamação no intestino grosso e uma pneumonia. Amazonino Mendes já tinha sido internado em novembro de 2022 com uma crise de diverticulite, mas voltou a ser internado em 25 de dezembro devido a uma piora em seu quadro respiratório.